# 4963 Kanroku
4963 Kanroku è un asteroide della fascia principale. Scoperto nel 1977, presenta un'orbita caratterizzata da un semiasse maggiore pari a 2,5985999 UA e da un'eccentricità di 0,1663972, inclinata di 11,75598° rispetto all'eclittica.